# Terremoto de Skopie de 1963
El terremoto de Skopie de 1963 (macedonio: Скопски земјотрес 1963, transliterado como Skopski zemjotres 1963) fue un terremoto de magnitud 6,1 MW que ocurrió en Skopie (entonces República Socialista de Macedonia, hoy Macedonia del Norte), el 26 de julio de 1963. Provocó más de 1000 muertos, más de 3000 heridos y entre 120 000 y 200 000 personas sin hogar. Entre el 75 y el 70 % de la ciudad fue destruida.

## Hechos
El terremoto, de 6,1 en la escala sismológica de magnitud de momento (equivalente a 6,9 en la escala Richter), ocurrió el 26 de julio de 1963 a las 5:17 hora local (4:17 en UTC) en Skopie. El temblor duró 20 segundos y fue sentido principalmente a lo largo del valle del río Vardar.

## Consecuencias

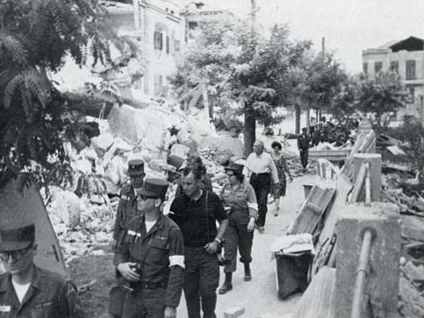
Miembros del Ejército de los Estados Unidos en Skopie tras el terremoto. La unidad voló al lugar del desastre para proveer ayuda médica a las víctimas.

Tras los días siguientes al terremoto, 35 naciones solicitaron a la Asamblea General de las Naciones Unidas que pusieran a Skopie en la agenda de ayuda humanitaria. 78 países proporcionaron ayuda en forma de dinero, equipos de ingeniería y reconstrucción, medicinas y suministros. El famoso artista Pablo Picasso donó su cuadro Head of a Woman, pintado en 1964, que fue exhibido en el nuevo Museo de Arte Contemporáneo tras su reconstrucción.